# Lucilla Boari
Lucilla Boari (ur. 24 marca 1997) – włoska łuczniczka, brązowa medalistka olimpijska z Tokio 2020, wicemistrzyni Europy.

## Wyniki
| Impreza            | Rok   | Miejsce          | Konkurencja   | Pozycja |                      |      |                |               |     |
| ------------------ | ----- | ---------------- | ------------- | ------- | -------------------- | ---- | -------------- | ------------- | --- |
| Impreza            | Rok   | Miejsce          | Konkurencja   | Pozycja | Igrzyska olimpijskie | 2016 | Rio de Janeiro | indywidualnie | 33. |
| drużynowo          | 4.    |                  |               |         | Igrzyska olimpijskie | 2016 | Rio de Janeiro |               |     |
| 2020               | Tokio | indywidualnie    | brąz          |         | Igrzyska olimpijskie |      |                |               |     |
| 2020               | Tokio | drużynowo        | 7.            |         | Igrzyska olimpijskie |      |                |               |     |
| Mistrzostwa świata | 2017  | Meksyk           | indywidualnie | 57.     |                      |      |                |               |     |
| Mistrzostwa świata | 2017  | Meksyk           | drużynowo     | 17.     |                      |      |                |               |     |
| Mistrzostwa świata | 2019  | 's-Hertogenbosch | indywidualnie | 57.     |                      |      |                |               |     |
| Mistrzostwa świata | 2019  | 's-Hertogenbosch | drużynowo     | 9.      |                      |      |                |               |     |
| Mistrzostwa świata | 2021  | Yankton          | indywidualnie | 33.     |                      |      |                |               |     |
| Mistrzostwa świata | 2021  | Yankton          | drużynowo     | 5.      |                      |      |                |               |     |
| Mistrzostwa świata | 2021  | Yankton          | mikst         | 17.     |                      |      |                |               |     |
| Mistrzostwa Europy | 2018  | Legnica          | indywidualnie | 17.     |                      |      |                |               |     |
| Mistrzostwa Europy | 2018  | Legnica          | drużynowo     | srebro  |                      |      |                |               |     |